# 闽江口金三角

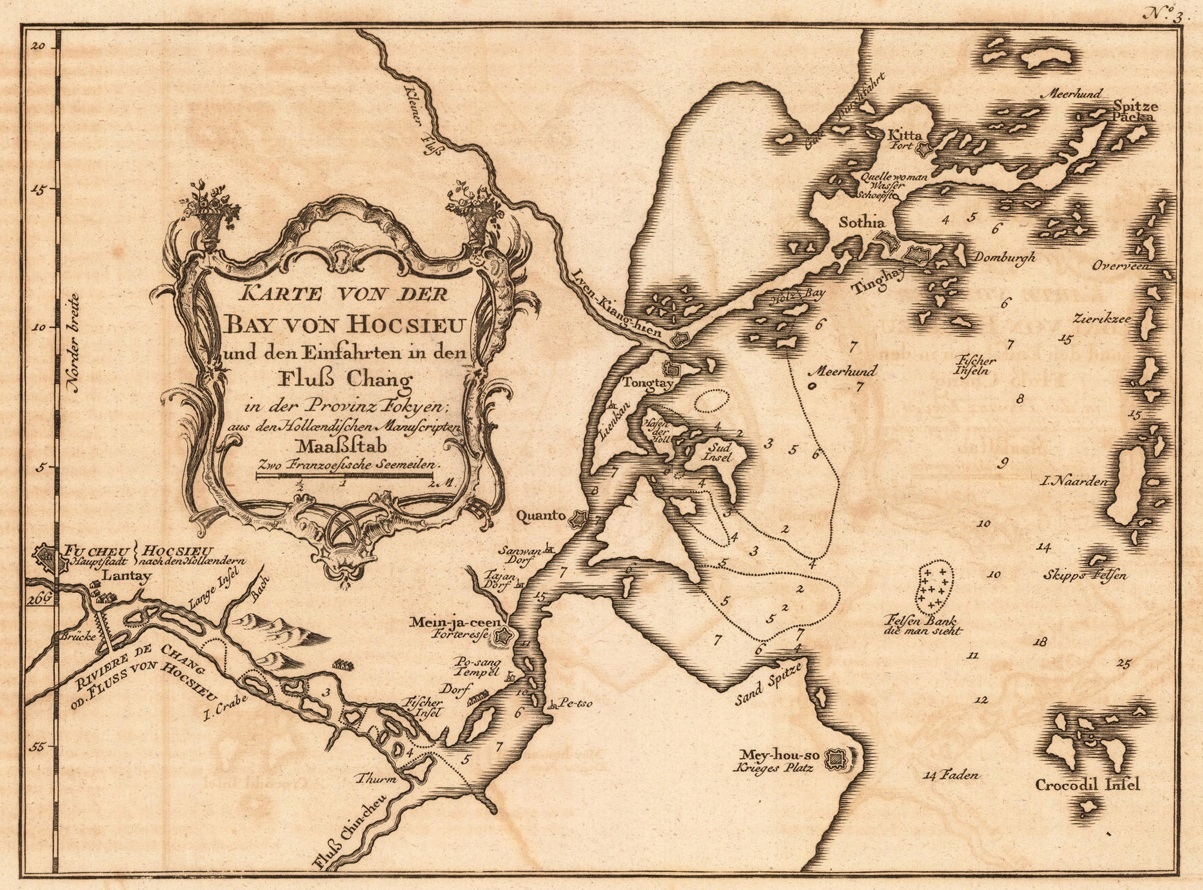
18世紀中葉荷蘭人所繪的福州灣（Bay von Hocsieu，即閩江口海域）地圖中將福州寫為Hocsieu

闽江口金三角是指中国福建省福州市及周边地区。概念由上个世纪90年代时任福州市委书记习近平提出。主要是加快闽江口北翼的罗源县，连江县和南翼的长乐区，福清市和平潭县，后翼永泰，闽侯等县的发展，与福州城区形成“黄金三角”。目前人口接近800万，主要语言为闽语侯官片。福州市区主要发展现代服务业以第三产业为主，后翼以生态旅游等产业为主，北翼以工业为主，南翼发展工业港口科技等方面。

## 产业
闽江口金三角主要产业为，纺织，钢铁，机电制造等。

## 目标
把福州建设为全省和海峡西岸经济区的科技、文化、商贸、金融中心。